# تفشي (وبائيات)
التفشي أو الفاشِية (بالإنجليزية: Outbreak)‏ هو مُصطلحٌ وبائي، وتعني زيادةٌ مفاجئة في حدوث المرض في زمانٍ ومكانٍ معينين. قد يؤثر التفشي على مجموعةٍ صغيرة ومحلية أو تؤثر على آلاف الأشخاص عبر قارةٍ بأكملها. ظهور أربع حالاتٍ مرتبطة بمرض معدٍ نادر تكون كافيةً لإحداث حالة التفشي. يتضمن التفشي الوباء، وهذا المُصطلح يستعمل عادةً فقط مع الأمراض المعدية، بالإضافة إلى الأمراض المرتبطة بالبيئة، مثل الماء أو الأمراض المنقولة بالطعام. قد يؤثر التفشي على منطقة في بلد أو مجموعة من البلدان. أما الجائحة فهي تفشي للمرض بشكلٍ عالمي عندما تُصاب بلدان متعددة في جميع أنحاء العالم.

## التعريف
كثيرًا ما يستخدم مُصطلحا التفشي (outbreak) والوباء (epidemic) بالتبادل. يقترح الباحث مانفريد غرين وزملاؤه بقصر تعريف مصطلح الوباء (epidemic) على الأحداث الأكبر، مستدلين بذلك أنَّ قاموس تشامبرز (Chambers Dictionary) وقاموس ستيدمان الطبي (Stedman's Medical Dictionary) يعترفان بهذا التمييز بين المصطلحين.

## دراسة التفشي
عند دراسة تفشي مرضٍ مُعين، فإنهُ في علم الوبائيات توجد عدة خطوات مقبولة على نطاقٍ واسع. حسب توضيح مراكز مكافحة الأمراض واتقائها، فإن هذه العملية تشمل ما يلي:
- تحديد وجود التفشي (هل المجموعة المُصابة بالمرض كانت سليمةً طوال العام، والمنطقة الجغرافية، وغيرها؟)
- تأكيد التشخيص المتعلق بالتفشي
- إنشاء تعريف للحالة لتحديد من وماذا يُضمن في الحالة
- رسم خريطة لانتشار التفشي باستخدام تقنية المعلومات حيث يُوثق التشخيص للأمان
- وضع فرضية (ما الذي يبدو أنه سبب تفشي المرض؟)
- دراسة الفرضيات (جمع البيانات وإجراء التحليل)
- تنقيح الفرضية وإجراء مزيد من الدراسة
- تطوير وتنفيذ أنظمة التحكم والوقاية
- نشر النتائج لمجتمعاتٍ أكبر

يختلفُ ترتيب الخطوات المذكورة أعلاه والمقدار النسبي للجهد والموارد المُستخدمة في كل حالة من حالات التفشي. مثلًا، عادةً ما تُنفذ تدابير الوقاية والسيطرة في وقت مبكرٍ جدًا من الدراسة، وغالبًا قبل معرفة العامل المسبب. في العديد من الحالات يُعد تعزيز ثقافة النظافة الشخصية وغسل اليدين من أول النقاط المُوصى بها، كما قد تُضاف تدخلاتٌ أُخرى مع تقدم الدراسة والحصول على مزيد من المعلوماتٍ حول التفشي. تُترك تدابير الوقاية والسيطرة غالبًا حتى نهاية الدارسة، وذلك لتقليل دورها. في حالات التفشي التي حُددت عبر مُراقبة الأمراض التي يمكن توثيقها، غالبًا ما ترتبط التقارير بالنتائج المخبرية والتحقق من التشخيص مباشرةً.
في حالات تفشي المُسببات غير المعروفة، قد يكون تحديد التشخيص والتحقق منه جزءًا مهمًا من دراسة التفشي وذلك لارتباطه بالوقت والموارد. عادةً تُنفذ العديد من الخطوات في أي وقتٍ أثناء دراسة التفشي، كما قد تُكرر الخطوات. مثلًا، غالبًا ما يُحدد تعريفات الحالة الأولية لتكون واسعةً ولكن يُعاد تعريف الحالة لاحقًا بعد معرفة المزيد حول التفشي. تحتوي القائمة أعلاه على 9 خطواتٍ، ولكن بعض القوائم الأُخرى تحتوي على خطواتٍ أُخرى. غالبًا ما يُضاف تنفيذ المراقبة النشطة لتحديد الحالات الإضافية.
حُددت خطوة استخلاص معلومات التفشي ومراجعتها خطوةً نهائيةً إضافية وتكرارية حسب وكالة الصحة العامة في كندا.

## الأنواع
تُوجد العديد من أنماط التفشي، والتي قد تكون مفيدةً في تحديد طريقة أو مصدر انتقال المرض، والتنبؤ بمعدل الإصابة في المستقبل. يمتلك كلٌ منها منحنًى وبائيًا أو مدرجًا تكراريًا مميزًا لحالات العدوى والوفيات.
- مصدر مشترك: أُصيبت جميع الحالات بالعدوى من نفس المصدر (مثلًا تلوث مصدر المياه).[6]
  - مصدر مستمر: مصدر مشترك للتفشي حيث يحدث التعرض خلال فترات حضانة متعددة
  - مصدر نقطي: مصدر مشترك للتفشي حيث يحدث التعرض خلال أقل من فترة حضانة واحدة[7]
- منتشر: يحدث الانتقال من شخصٍ إلى آخر.[8]

قد يكون التفشي أيضًا:
- مرتبطًا بعوامل خطر سلوكية (مثلًا، الأمراض المنقولة جنسيًا، وزيادة الخطر بسبب سوء التغذية).[9]
- مرتبطًا بالحيوانات: يكون عامل العدوى متوطنًا في الحيوانات.

أنماط حدوث التفشي:
- متوطن: أن يكون مرضًا معديًا مثل الإنفلونزا والحصبة والنكاف والالتهاب الرئوي والزكام والجدري، والتي تكون سمة مميزة لمنطقةٍ معينة أو بين مجموعةٍ معينة أو في منطقة تقوم بنشاطٍ معين.
- وباء: عندما يُصيب المرض عددًا أكبر بكثير من الأشخاص في نفس الوقت مما هو مُعتاد في ذلك الوقت، ويكون بين نفس المجموعة السكانية، وقد ينتشر خلال مجتمعٍ واحد أو عدة مجتمعات.
- جائحة: يحدث عندما ينتشر الوباء في جميع أنحاء العالم.

## تشريعات التفشي
لا تزال تشريعات التفشي في مرحلةٍ أولية، كما أنَّ العديد من البلدان ما زالت لا تمتلك مجموعة مباشرة وكاملةً من الأحكام المتعلقة بالتفشي. ولكن على الرغم من هذا، إلا أنَّ بعض الدول تتعامل مع التفشي عبر قوانين قريبة، مثل قانون الصحة العامة.

### باللغة الإنجليزية
1. ↑  Green MS، Swartz T، Mayshar E، Lev B، Leventhal A، Slater PE، Shemer J (2002). "When is an epidemic an epidemic?" (PDF). Israel Medical Association Journal. ج. 4 ع. 1: 3–6. PMID:11802306. مؤرشف من الأصل (PDF) في 2017-08-12.
2. ↑  Steps of an Outbreak Investigation, EXCITE | Epidemiology in the Classroom | Outbreak Steps نسخة محفوظة 30 يناير 2014 على موقع واي باك مشين. [وصلة مكسورة]
3. ↑  "Principles of Epidemiology in Public Health Practice" (PDF). Centers for Disease Control and Prevention. CDC. مؤرشف من الأصل في 2018-08-16. اطلع عليه بتاريخ 2016-08-06.
4. ↑  Public Health Agency of Canada. "Canada's Food-borne Illness Outbreak Response Protocol (FIORP) 2010: To guide a multi-jurisdictional response". مؤرشف من الأصل في 2017-06-26. اطلع عليه بتاريخ 2013-03-22.
5. ↑   نسخة محفوظة 19 مارس 2009 على موقع واي باك مشين.
6. ↑  Glossary of Epidemiology Terms, Cdc.gov (2007-04-25). Retrieved on 2010-11-25. نسخة محفوظة 30 يناير 2014 على موقع واي باك مشين. [وصلة مكسورة]
7. ↑  Glossary of Epidemiology Terms. Cdc.gov (2007-04-25). Retrieved on 2010-11-25. نسخة محفوظة 30 يناير 2014 على موقع واي باك مشين. [وصلة مكسورة]
8. ↑  Glossary of Epidemiology Terms. Cdc.gov (2007-04-25). Retrieved on 2010-11-25. نسخة محفوظة 30 يناير 2014 على موقع واي باك مشين. [وصلة مكسورة]
9. ↑   نسخة محفوظة 28 سبتمبر 2008 على موقع واي باك مشين. [وصلة مكسورة]
10. ↑  "Bioterrorism Training and Curriculum Development Program". مؤرشف من الأصل في 2016-03-03. اطلع عليه بتاريخ 2008-08-02.
11. ↑  Star Publications. "'Outbreak actions protected by law'". مؤرشف من الأصل في 2012-10-06. اطلع عليه بتاريخ 2008-08-02.
12. ↑  The State of Queensland Government. "Legislation and Powers of Entry". مؤرشف من الأصل في 2012-10-30. اطلع عليه بتاريخ 2008-08-02.

### باللغة العربيَّة
1. ↑  "LDLP - Librairie Du Liban Publishers". ldlp-dictionary.com. مؤرشف من الأصل في 2020-03-14. اطلع عليه بتاريخ 2020-03-14.
2. ↑  "Al-Qamoos القاموس - English Arabic dictionary / قاموس إنجليزي عربي". www.alqamoos.org. مؤرشف من الأصل في 2020-03-14. اطلع عليه بتاريخ 2020-03-14.